# Boaz Kimaiyo
Boaz Kimaiyo (* 10. Dezember 1976) ist ein kenianischer Marathonläufer. 
2002 wurde er Zweiter beim Vienna City Marathon und mit seiner persönlichen Bestzeit von 2:08:44 h Sechster beim Amsterdam-Marathon. 2003 gewann er den Frankfurt-Marathon in 2:09:28 h und war dabei der erste Läufer, der bei dieser Veranstaltung unter 2:10 blieb. Im Jahr darauf siegte er an derselben Stelle in 2:09:10. 2006 musste er sich in Frankfurt mit einem zehnten Platz begnügen, 2007 wurde er Sechster beim Rock ’n’ Roll Marathon und Fünfter beim Venedig-Marathon.
Boaz Kimaiyo ist der jüngere Bruder des ebenfalls erfolgreichen Marathonläufers Erick Kimaiyo und seit 2000 mit seiner Läuferkollegin Pamela Chepchumba verheiratet.